# RKO Pictures

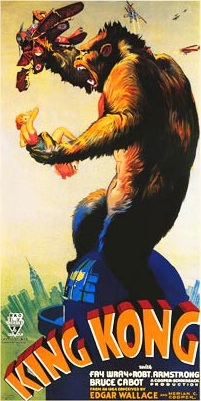
King Kong (1933)

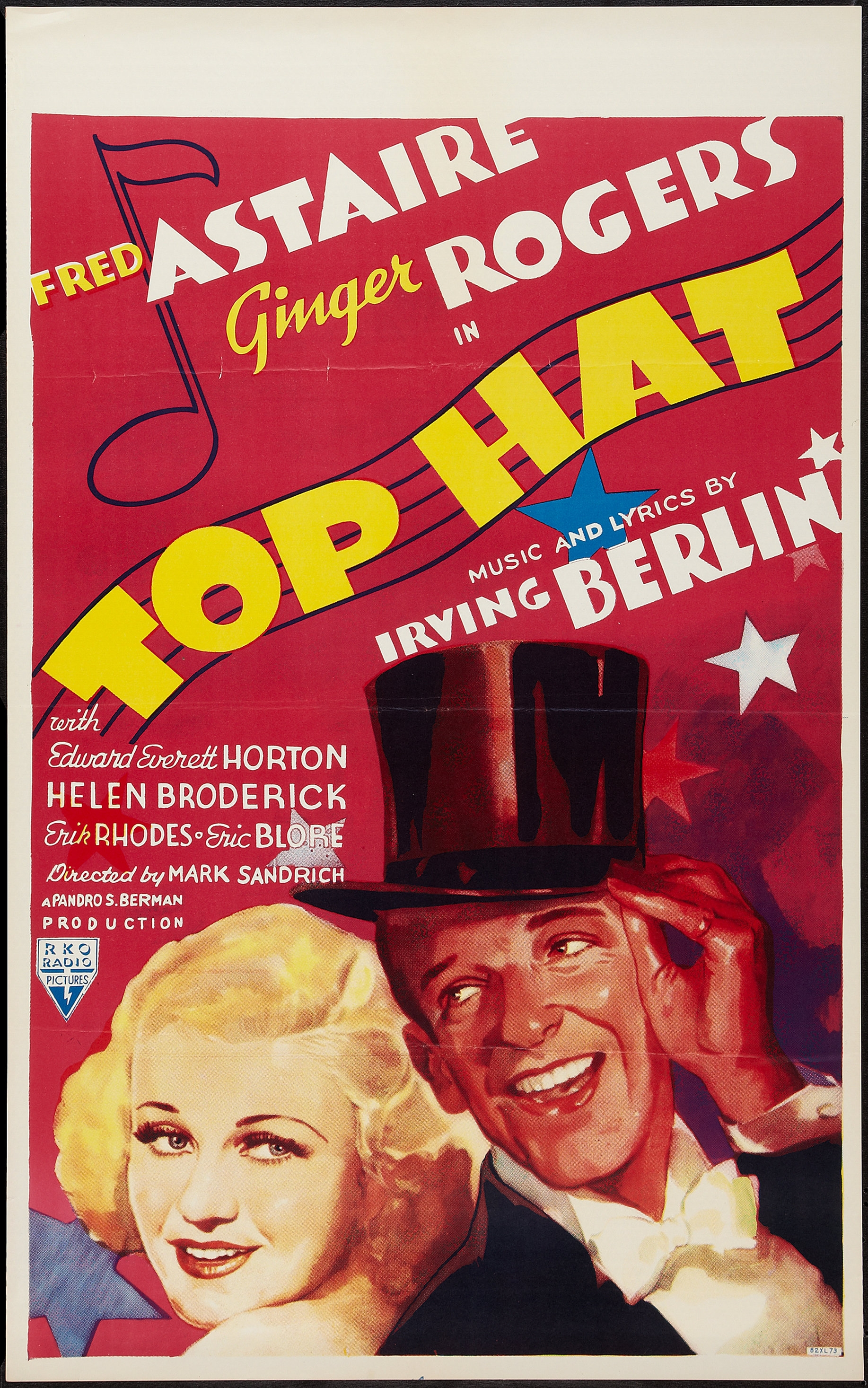
Top Hat (1935).

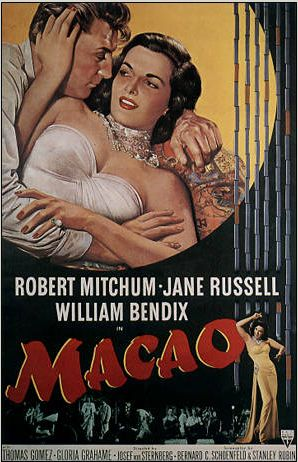
Macao (1952).

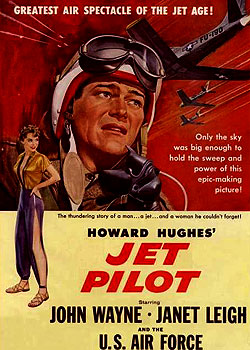
Jet Pilot (1957).

RKO (Radio-Keith-Orpheum) Pictures was een Amerikaans filmproductiemaatschappij, die in de Gouden Tijd van Hollywood gold als een van de vijf belangrijkste filmstudio's. De studio ontstond in 1928, toen onder de controle van de Radio Corporation of America (RCA) de bioscoopketen Keith-Albee-Orpheum (KAO) en de studio Film Booking Offices of America (FBO) werden samengevoegd. De RCA voegde de twee bedrijven samen om een markt te scheppen voor de RCA Photophone, de geluid-in-filmtechniek van het bedrijf.
De filmstudio kende zijn grootste successen in de jaren dertig en veertig, met de musicals met Fred Astaire en Ginger Rogers, de horrorfilms van producent Val Lewton en de komedies met Katharine Hepburn en Cary Grant. Ook werden films als King Kong en Citizen Kane bij deze studio uitgebracht, evenals de eerste lange speelfilms van Walt Disney.
In de late jaren veertig werd de studio overgenomen door Howard Hughes en later door General Tire and Rubber Company. Filmproductie staakte eind jaren vijftig en in 1959 werd de naam veranderd in RKO General. In de jaren tachtig begon de studio weer spaarzaam met filmproductie.

## Geschiedenis
Toen in 1926-1927 de geluidsfilm opkwam, moesten de Hollywoodstudio's één standaard geluidssysteem kiezen. De studio's waren namelijk in de Verenigde Staten verplicht om ook films van andere studio's in hun bioscopen te tonen. Als alle studio's een ander systeem zouden kiezen, zou het gevaar bestaan dat niet alle bioscopen alle films konden vertonen. De vijf grootste filmstudio's van dat moment, MGM, Universal, First National, Paramount en de Producers Distributing Corporation, tekenden in februari 1927 de Big Five Agreement, waarin ze beloofden met zijn allen te kiezen voor één geluidssysteem, het systeem dat het meest voordelig zou blijken. De twee grootste kanshebbers waren toen het sound-on-disc-systeem van Western Electric en Photophone, het sound-on-film-systeem van RCA. In 1928 koos de Big Five voor Western Electric.
Om toch een platform voor Photophone te vinden begon de general manager van RCA David Sarnoff zijn eigen filmmaatschappij. Hij kocht zowel de Film Booking Office, die een studio en een distributiepunt had, en Keith-Albee-Orpheum, een keten van vaudevillehuizen, en voegde ze in oktober 1928 samen. Zo vormde hij Radio-Keith-Orpheum, RKO. Photophone was verenigbaar met het systeem van Western Electric, en veel bioscopen schaften Photophone-apparatuur aan. 
De studio kende lange periodes van instabiliteit. In 1933 ging de maatschappij zelfs bankroet en werd het bij een curator ondergebracht. Pas in 1940 kwam het hier weer uit. De filmproductie werd hierdoor niet gehinderd. Bij uitzondering kende de studio een hit, zoals King Kong uit 1933, en de studio kende slechts weinig sterren. Fred Astaire en Ginger Rogers, die tussen 1934 en 1938 een zang- en dansduo vormden in verscheidene musicals, waren een van de weinige consistent succesvolle artiesten van de studio. Katharine Hepburn was in het begin van de jaren dertig eveneens populair, maar werd later na een reeks flops door de pers bestempeld als box-office poison, "kassavergif". Andere belangrijke sterren waren Cary Grant, die mid-jaren dertig bij de studio kwam, en Robert Mitchum, die in de jaren veertig zijn eerste successen kende bij de studio.
RKO distribueerde tussen 1937 en 1953 de animatiefilms van de onafhankelijke filmstudio van Walt Disney. Disneys Sneeuwwitje en de zeven dwergen, de eerste avondvullende animatiefilm die in de Verenigde Staten was gemaakt, gaf RKO enige winst, evenals latere films als Fantasia en Bambi.
RKO richtte zich begin jaren veertig op de bewerking van succescolle Broadway-stukken. Zo bracht het in 1940 een filmversie uit van Abe Lincoln in Illinois. Ook tekende het in 1939 een contract met de theater- en radioregisseur Orson Welles, die ongekend veel vrijheid kreeg in het maken van zijn films. RKO bracht onder andere diens debuutfilm Citizen Kane uit. Die film, tegenwoordig beschouwd als een van de grootste klassiekers aller tijden, was geen succes aan de kassa. Hierna beperkte RKO de vrijheden van Welles. Ook Alfred Hitchcock maakte enkele films voor de studio, waaronder Suspicion uit 1942.
Vanaf 1942 bracht RKO's B-filmafdeling onder leiding van Val Lewton een succesvolle reeks van goedkope B-films uit, voornamelijk horrorfilms als Cat People (1942) en ''I Walked with a Zombie (1943), beiden geregisseerd door Jacques Tourneur.
In 1948 kreeg multimiljonair en filmproducent Howard Hughes het bedrijf in handen. Het grillige gedrag van Hughes zorgde voor grote problemen. Veel belangrijke medewerkers verlieten RKO uit onvrede over Hughes en de filmproductie stagneerde mede dankzij hem. In 1954 werd Hughes aangeklaagd door een groep aandeelhouders. Het proces werd buiten de rechtbank beslist doordat Hughes alle aandelen van RKO voor het dubbele van de prijs kocht. Het jaar daarop verkocht hij de maatschappij aan de banden- en motorvoertuigenfabrikant General Tire and Rubber Company. Na de overname verliet General Tire de filmwereld en richtte zich meer op de televisie en de radio. In 1957 werden de filmstudio's verkocht aan Desilu Productions, de maatschappij van Lucille Ball en Desi Arnaz. In 1959 werd de naam veranderd in RKO General.
In de jaren tachtig werd de filmproductie weer geleidelijk hervat, onder andere met de remake van RKO's Cat People uit 1982. In 1989 werd de maatschappij overgenomen door Dina Merrills Pavilion Communications. Kort daarna werd het bedrijf omgedoopt tot RKO Pictures LLC. Het archief werd in 1986 gekocht door Ted Turner.
De meest recente filmcoproducties van RKO zijn de goed ontvangen A Late Quartet uit 2012 en de flop Barely Lethal uit 2015. RKO Pictures werd in 2025 verkocht aan de film- en tv-divisie van Concord en gaat verder onder de naam Concord Originals.

## Films
Enkele van de bekendste films die door RKO zijn uitgebracht zijn:
- The Most Dangerous Game (1932, regie Irving Pichel en Ernest B. Schoedsack)
- King Kong (1933, regie Merian C. Cooper en Ernest B. Schoedsack)
- Little Women (1933, regie George Cukor)
- The Gay Divorcee (1934, regie Mark Sandrich)
- Top Hat (1935, regie Mark Sandrich)
- The Informer (1935, regie John Ford)
- Chatterbox (1936, regie George Nicholls Jr)
- Swing Time (1936, regie George Stevens)
- Stage Door (1937, regie Gregory La Cava)
- Bringing Up Baby (1938, regie Howard Hawks)
- The Hunchback of Notre Dame (1939, regie William Dieterle)
- Gunga Din (1939, regie George Stevens)
- My Favorite Wife (1940, regie Garson Kanin)
- Citizen Kane (1941, regie Orson Welles)
- Suspicion (1941, regie Alfred Hitchcock)
- Mr. & Mrs. Smith (1941, regie Alfred Hitchcock)
- The Magnificent Ambersons (1942, regie Orson Welles)
- Cat People (1942, regie Jacques Tourneur)
- I Walked with a Zombie (1943, regie Jacques Tourneur)
- Murder, My Sweet (1944, regie Edward Dmytryk)
- The Body Snatcher (1945, regie Robert Wise)
- Notorious (1946, regie Alfred Hitchcock)
- The Spiral Staircase (1946, regie Robert Siodmak)
- Out of the Past (1947, regie Jacques Tourneur)
- Crossfire (1947, regie Edward Dmytryk)
- The Bachelor and the Bobby-Soxer (1947, regie Irving Reis)
- Mr. Blandings Builds His Dream House (1948, regie H.C. Potter)
- The Narrow Margin (1952, regie Richard Fleischer)

- Cat People (1982, regie Paul Schrader)
- Hamburger Hill (1987, regie John Irvin)
- Mighty Joe Young (1998, regie Ron Underwood)